# Kietlin (kolonia w województwie łódzkim)
Kietlin – kolonia w Polsce, położona w województwie łódzkim, w powiecie radomszczańskim, w gminie Radomsko.
W latach 1975–1998 kolonia administracyjnie należała do województwa piotrkowskiego.